# مكتبة حلوان العامة
مكتبة حلوان أو مكتبة حلوان العامة (بالإنجليزية: Helwan Public Library)‏ هي مكتبة عامة تابعة لدار الكتب والوثائق القومية بحلوان، فقد أسست شركة الحياة المالكة لفندق الحياة سنة 1911م تقريبا معهدا باسم زاندر حتي أغلق معهد زاندر وتحولت الي مكتبة عامة منذ عام 1949م. وبها مجموعة كبيرة من الكتب والقاعات المختلفة (قاعة للغات، الديانات وقاعة للفلسفة)، وهى مشهورة بالأنشطة المختلفة المخصصة للأطفال، والأنشطة المخصصة للكبار مثل الندوات الثقافية المختلفة والدورات التدريبية المتنوعة، وبها الكثر من الكتب المتنوعة بلغات كثيرة الإنجليزية، الألمانية والفرنسية والعربية وغيرهم.

## نبذة

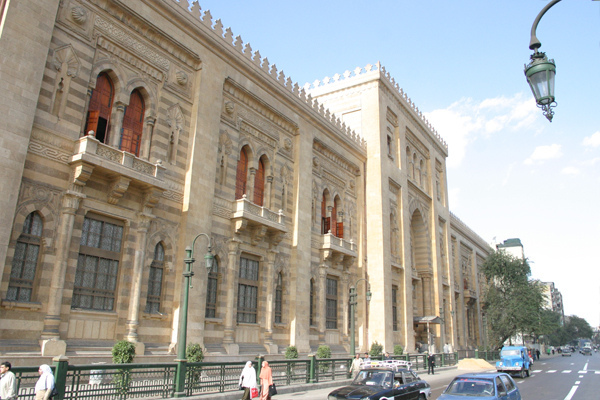
دار الكتب والوثائق

المكتبة تابعة للهيئة العامة لدار الكتب والوثائق القومية وهي هيئة حكومية مصرية، تابعة لوزارة الثقافة، وإحدى المراكز الثقافية التي أُنشأت للمحافظة على ثروة مصر الثقافية، والعلمية؛ وهي بمثابة مكتبة عامة متاحة للجمهور. أنشأت سنة 1870م على يد الخديوي إسماعيل.

## تاريخ

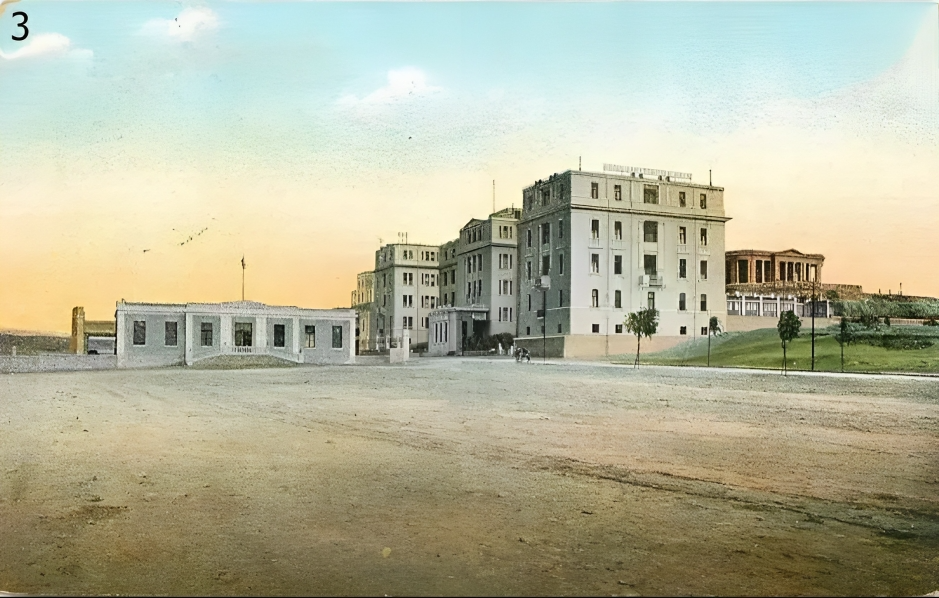
على اليمين قصر الخديوي توفيق (فندق الحياة) يساراً معهد زاندر بحلوان (مكتبة حلوان) عام 1915م

شيدت مصحة حلوان على يد يوهان كنوب الروسي ذو الجذور الألمانية كان ليوهان ولدان كلاهما مريض بالسل، توفي أحدهما ونصحه المقربين منه بالذهاب إلى منطقة حلوان مع إبنه الباقي المريض بالسل، كانت منطقة حلوان وقتها معروفة بأجواءها الاستشفائية، وهواءها النقي، ومنازلها التي يقع أغلبها فوق ربى بها بقاع صحراوية جافة، وبقاع أخرى مُخضَرة تسر الأعين، وتساعد على الشفاء من الأمراض، خاصة أمراض الرئة، جاء يوهان كنوب بصحبة إبنه عام 1902 أقام في منزل محسن بك، بالقرب من الحديقة اليابانية الآن، ولم يمض عام على مجيئه هو وولده إلى حلوان، حتى شفي إبنه تماما وتحققت المعجزة التي لم يكن يتوقعها.

### معهد زاندر

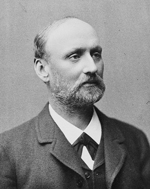
جوستاف زاندر

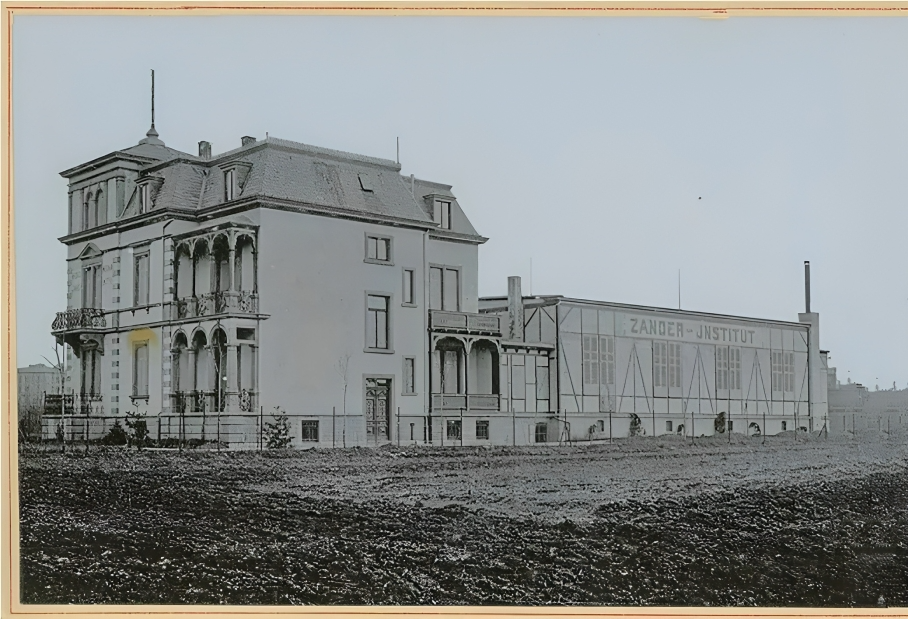
معهد زاندر بأوروبا عام 1903م

كان الدكتور السويدي "'جوستاف زاندر"' الذي كان يعمل مدرسا للرياضة البدنية وطبيب ومحاضر بجامعة ستكهولم يري وجود علاقة بين الإجهاد والصحة العامة للجسم وكان يعتقد أن العضلات تحتاج بناء بشكل مستمر ومتدرج وهو نفس المبدأ التي تتبعه (صالات الألعاب الرياضية حالياً)، فابتكر العديد من الأجهزة التي تساعد على الحركة المنتظمة لكل جزء من جسم الإنسان، وأنشا أول معهد رياضي (يشبه مراكز الألعاب الرياضية حالياً ولكن تحت إشراف طبي) سنة 1865م بستكهولم، ثم أنشأ العديد من المعاهد على غرار معهد زاندر مزودة بأجهزته وسميت بإسمه حتى وصل عددها سنة 1911م بجميع أنحاء العالم إلى 202 معهد.
معهد زاندر بحلوان
أما بحلوان فقد أسست شركة الحياة المالكة لفندق الحياة سنة 1911م تقريبا معهدا باسم زاندر أمام المدخل الرئيسي للفندق وكان يشرف عليه الدكتور الألماني فيلهلم بريمنجر وكان مجهز بشكل جيداً بالعديد من طرق العلاج عن طريق الأجهزة، والتدليك، والعلاج بالماء البارد، وحمامات البخار، وإشعة رونتجن (أشعة سينية)، ويعد معهد حلوان هو المعهد الوحيد بمصر من المعاهد التي تستخدم أجهزة زاندر وتحمل إسمه ولذلك فهو أول مركز ألعاب قوة بمصر كلها.
تأثرت معاهد زاندر بشكل عام بعد الحرب العالمية الأولى ثم انهارت أثناء الأزمة الإقتصادية الكبرى سنة 1929م ولكن غير معروف تحديداً متى أغلق معهد زاندر بحلوان.
ومنذ عام 1949م شغل نفس المبنى مكتبة حلوان العامة والتي مازالت موجودة حتي الآن.

## الخدمات المقدمة

### الأنشطة
تسمح المكتبة بالاستعارة، وبها خدمات الإنترنت والتصوير والنسخ على CDs
من أهم الأنشطة بالمكتبة
- عمل ورشة لعمل الفنون اليدوية .
- عمل مجلات الحائط .
- الإعارة الداخلية والخارجية .
- إرشاد المستعيرين .
- الاشتراك في المسابقات .
- خدمة النت .
- خدمة التصوير .

## قاعات المكتبة
تحتوى المكتبة على سبع قاعات:
- قاعة معارف عامة، وفلسفة .
- قاعة لديانات .
- قاعة العلوم اجتماعية .
- قاعة للغات.
- قاعة العلوم البحتة والعلوم تطبيقية .
- قاعة الفنون والآداب .(تحتوى على مراجع في مختلف الفنون وكتب تاريخ)
- قاعة الأطفال . (تحتوى على كتب أطفال، وألعاب أطفال، وكتب أجنبية) .

## معرض الصور

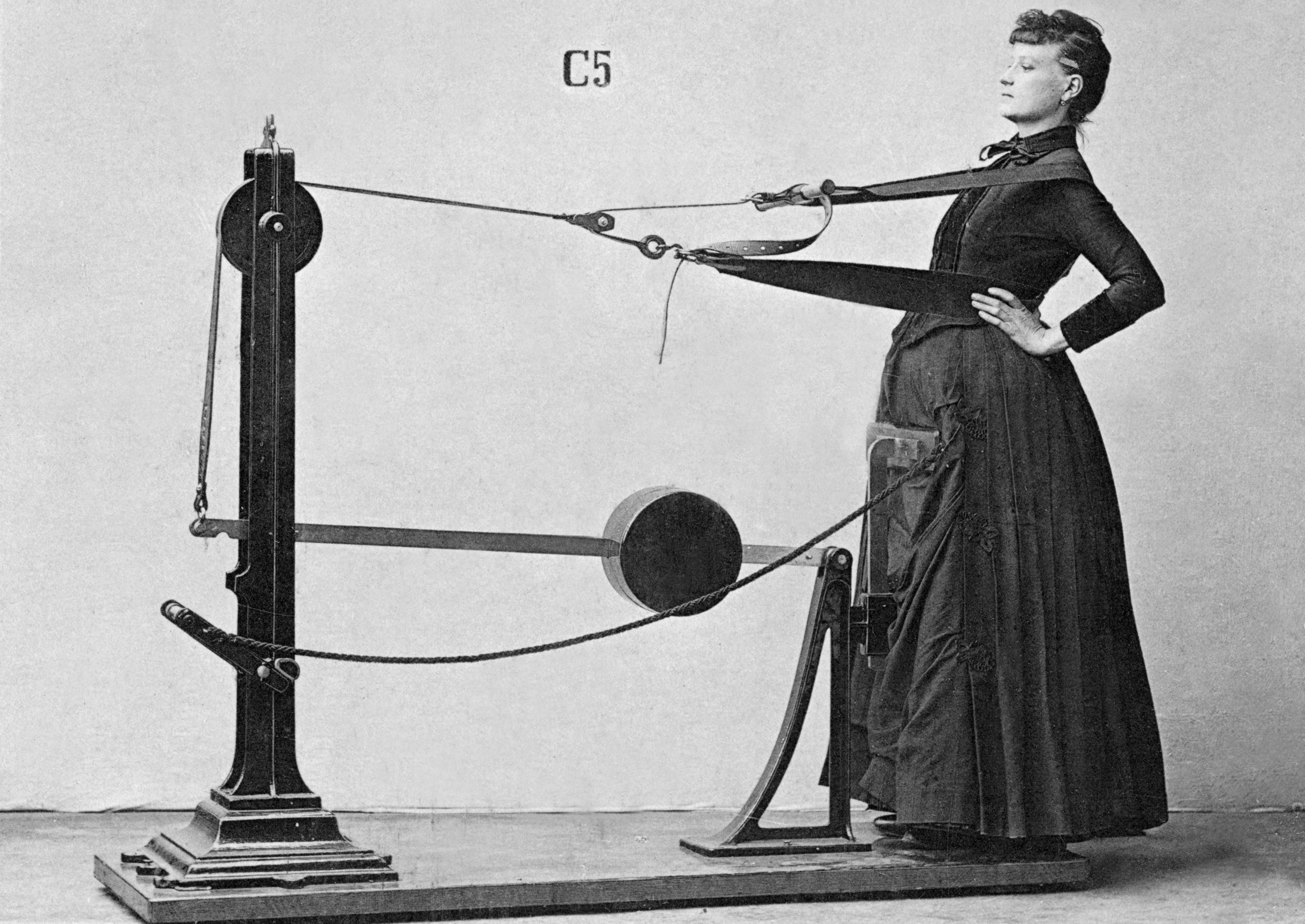
من أجهزة زاندر

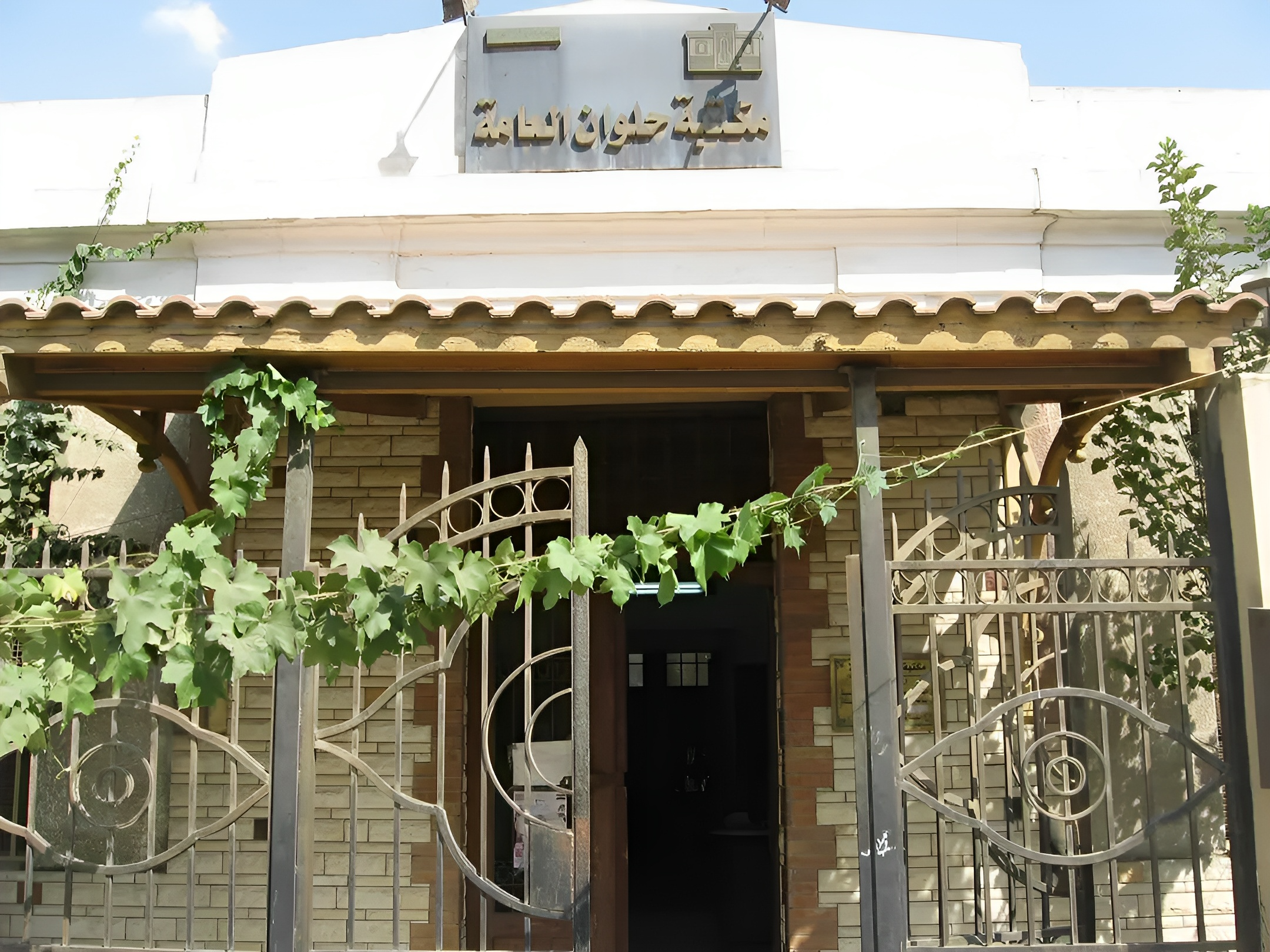
مكتبة حلوان حالياً

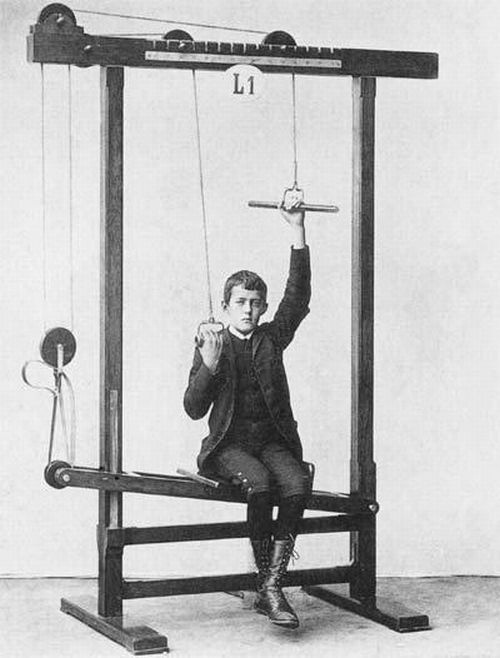
ألعاب رياضية من معهد زاندر

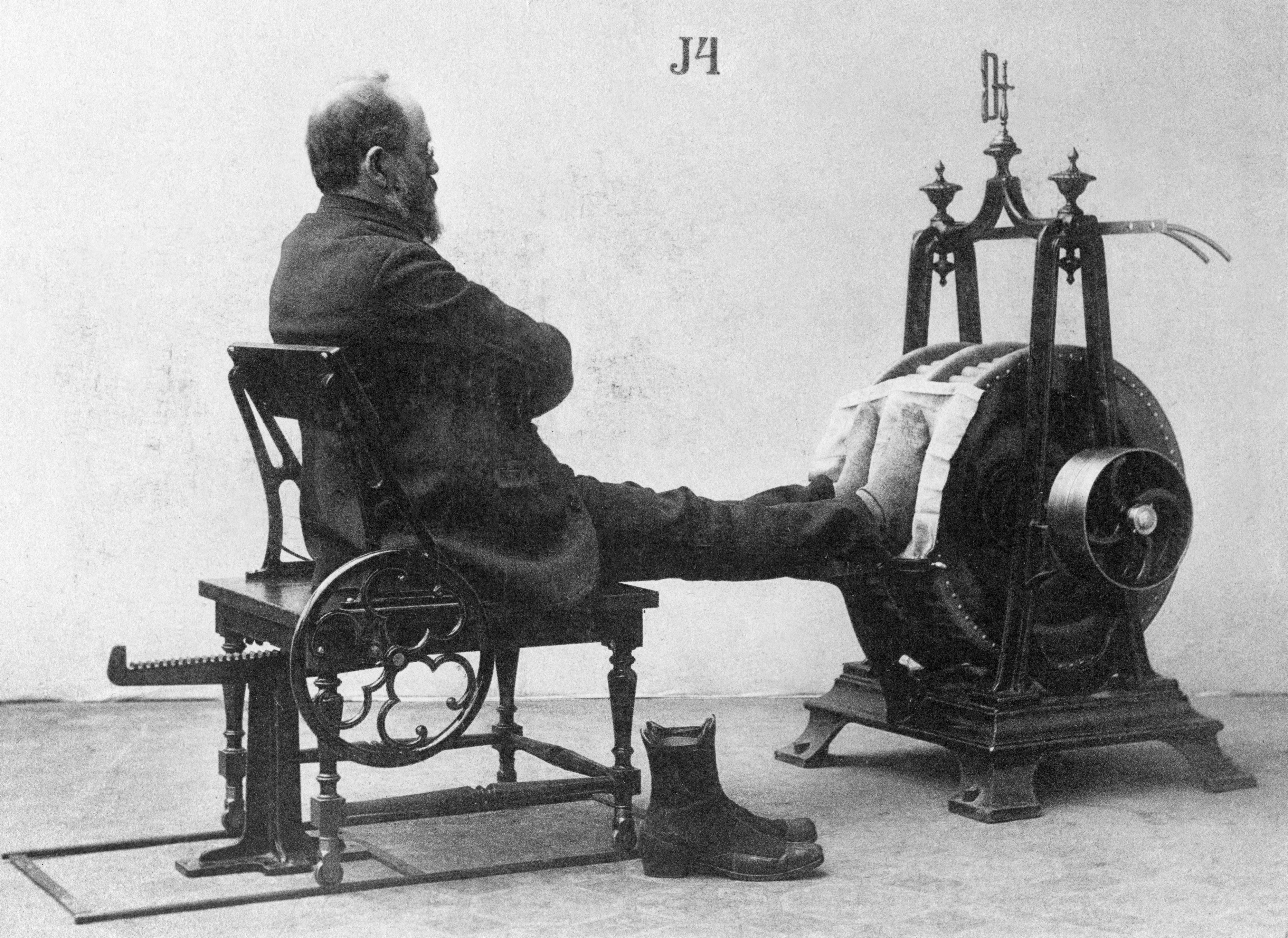
العاب القوة من أجهزة زاندر

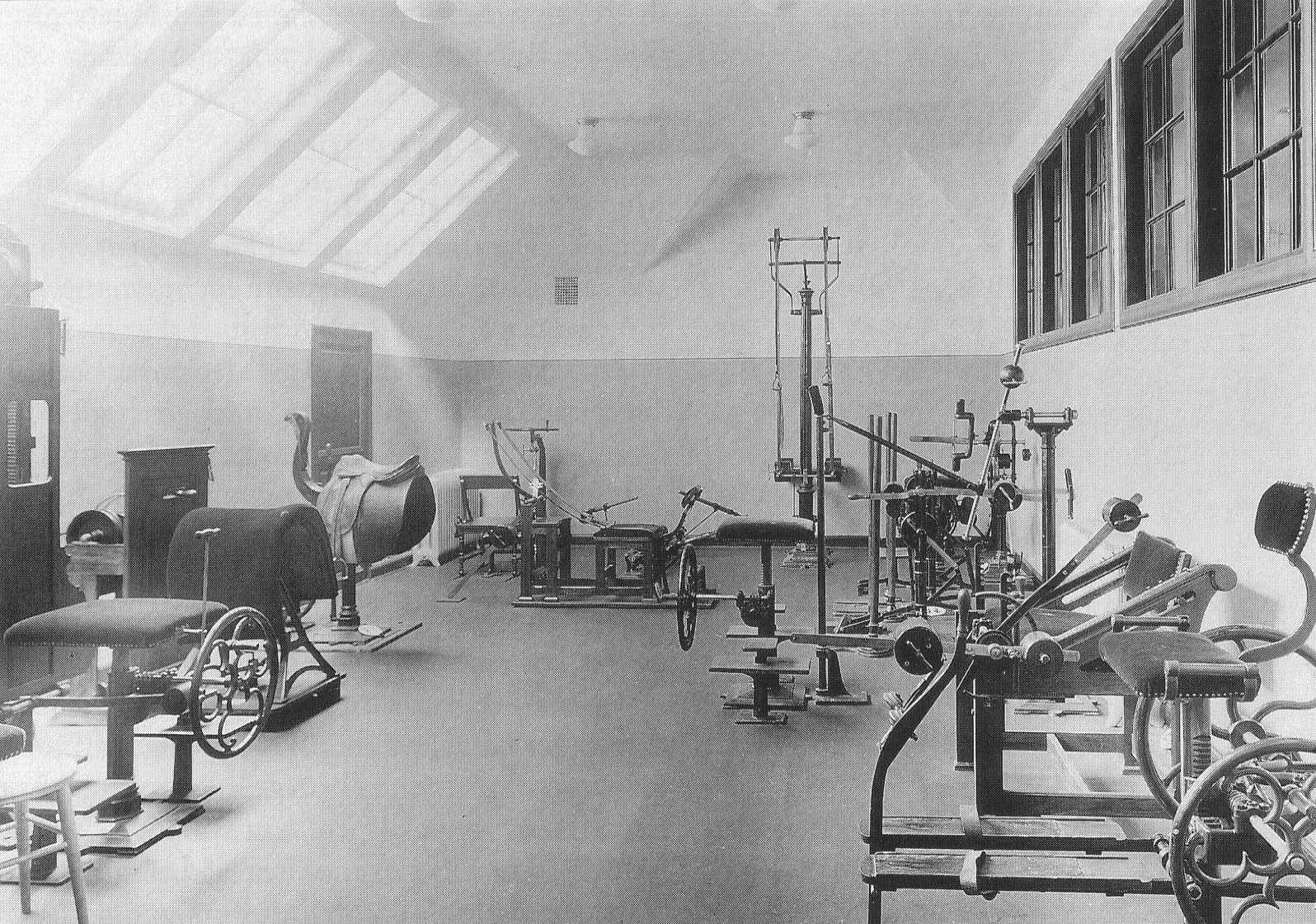
صالة رياضية من معهد زاندر بحلوان

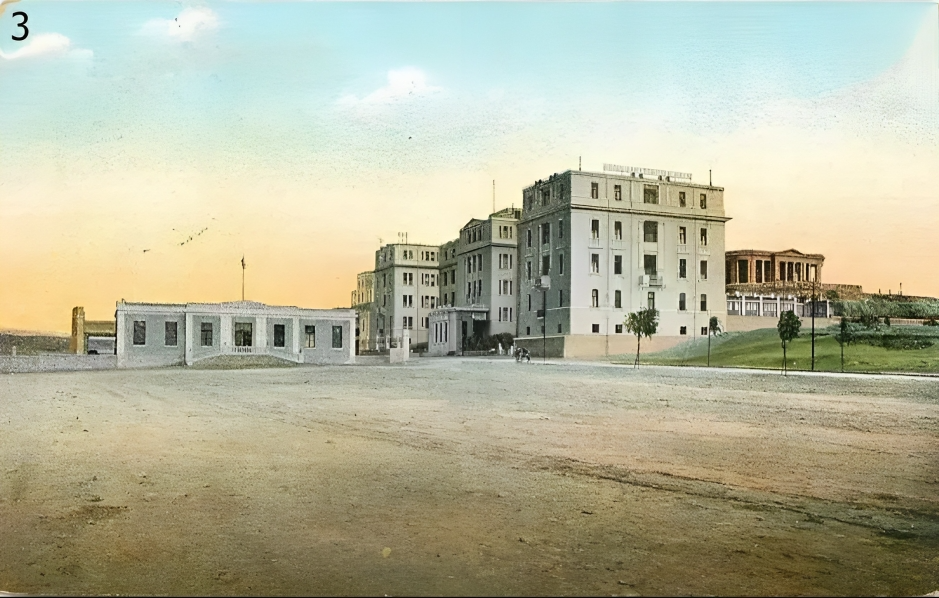
على اليمين قصر الخديوي توفيق (فندق الحياة) يساراً معهد زاندر بحلوان (مكتبة حلوان) عام 1915م

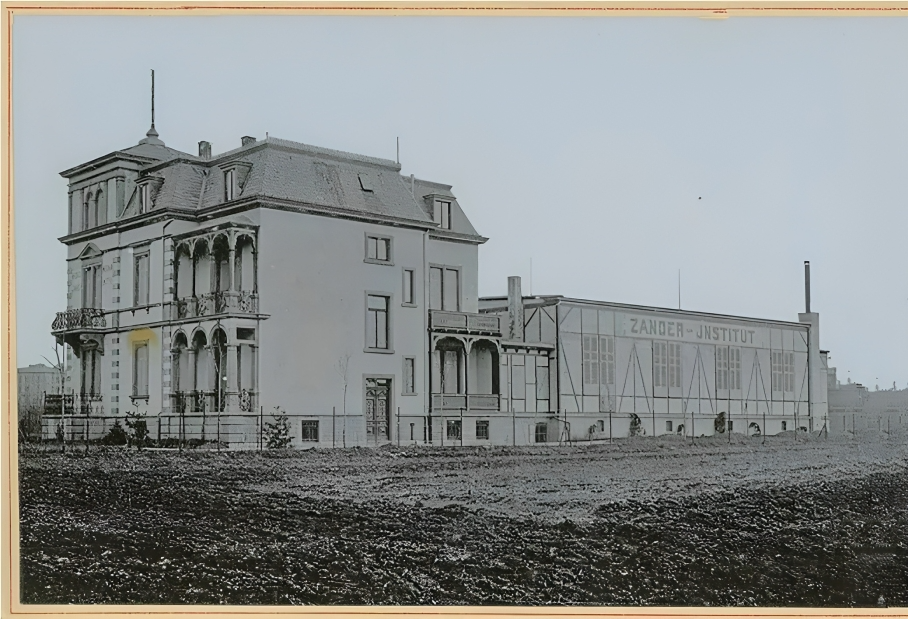
معهد زاندر بأوروبا عام 1903م

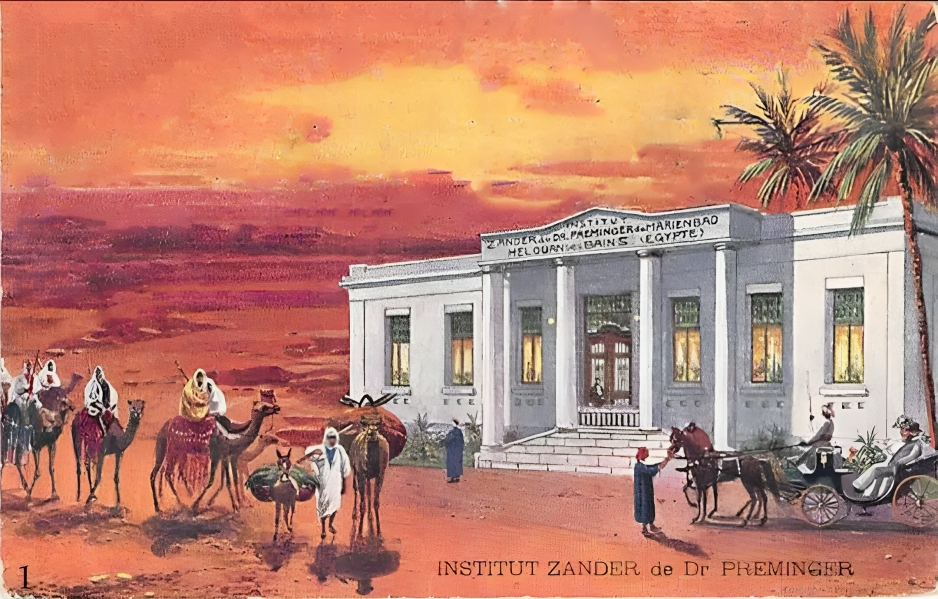
إعلانات معهد زاندر بأوروبا

## انظر ايضا
- مكتبة الأزهر
- مكتبة الأسرة (دسوق)
- مكتبة الأنجلو المصرية
- مكتبة الإسكندرية
- مكتبة الإسكندرية الجديدة
- مكتبة العاصمة الإدارية
- مكتبة المعادي
- مكتبة بلدية الإسكندرية
- مكتبة لينرت ولاندروك
- مكتبة مدبولي
- مكتبة مصر العامة
- مكتبة مصر العامة بالوادي الجديد
- مكتبة مصر العامة بمطروح